# Beata Andrejczuk
Beata Andrejczuk (ur. 22 czerwca 1988 w Białymstoku) – polska szachistka, mistrzyni FIDE od 2006 roku.

## Kariera szachowa
W latach 1998–2000 trzykrotnie reprezentowała Polskę w szachowych mistrzostwach świata juniorek do lat 10 i 12 oraz w mistrzostwach Europy do 10 lat. Jest trzykrotną medalistką mistrzostw Polski juniorek: w 1998
zdobyła w Krynicy Morskiej srebrny medal w kategorii do 10 lat, w 2000 w Kołobrzegu – złoty (do 12 lat), natomiast w 2004 w Łebie - brązowy (do 16 lat). W 2005 r. osiągnęła największy sukces w dotychczasowej karierze, zdobywając w Polanicy-Zdroju złoty medal mistrzostw Polski kobiet w szachach błyskawicznych.
Najwyższy ranking w dotychczasowej karierze osiągnęła 1 kwietnia 2008 r., z wynikiem 2173 punktów zajmowała wówczas 28. miejsce wśród polskich szachistek.